# Флаг Чёрмозского городского поселения
Флаг муниципального образования «Чёрмозское городское поселение» Ильинского муниципального района Пермского края Российской Федерации — опознавательно-правовой знак, служащий официальным символом муниципального образования.
Ныне действующий флаг утверждён 13 февраля 2009 года и внесён в Государственный геральдический регистр Российской Федерации с присвоением регистрационного номера 4726.
Флаг должен воспитывать у жителей города патриотические и земляческие чувства, поддерживать престиж города Чёрмоза как в Пермской области, так и за её пределами.
Целью установления флага города Чёрмоза является:
 — воспитание гражданственности и уважения к исторической памяти, традициям, культурной самобытности граждан, проживающих в городе Чёрмозе;
 — укрепление гражданского мира и взаимопонимания между жителями города Чёрмоза.
Жители города Чёрмоза, а также иные лица, находящиеся на территории города, обязаны с уважением относиться к флагу города Чёрмоза.

## Описание
«Прямоугольное полотнище с отношением ширины к длине 2:3, разделённое по вертикали на три неравные полосы: синюю в 2/7, красную в 3/7 и зелёную в 2/7 длины полотнища, и несущее в центре изображение шести листов аканта, соединённых в звезду, поверх трёх скрещённых видимых между листьями стрел с наконечниками: косвенные остриями влево, поперечная вправо, выполненное в белом, сером и жёлтом цветах».
Описание направления стрел ошибочно дано по правилам геральдики, где стороны указываются относительно лица, держащего щит. По правилам вексиллологии, в описании флага, стороны должны указываться относительно зрителя.

## Символика флага
Основная фигура флага — двенадцатилучевая звезда, шесть лучей которой составляет акант — растение — символ жизнестойкости, жизненной силы, умения преодолевать все трудности. Данное качество является неотъемлемой чертой характера чермозян.
Шесть лучей звезды — это три стрелы, символизирующих стремительность, быстроту в достижении цели, устремление, «направленное движение духа». Кроме того, наконечник стрелы из металла символизирует Чёрмозский металлургический завод, производивший железо и чугун.
В целом изображение несёт сочетание многообразия окружающего мира, диалектическую связь постепенности (рост растения) и стремительность (полёт стрелы).
Сине-красно-зелёное поле повторяет цвета гербовой эмблемы Чёрмоза.
Синий цвет (лазурь) — символ возвышенных устремлений, чести, преданности, искренности и добродетели.
Красный цвет символизирует труд, мужество, красоту.
Зелёный цвет дополняет символику природы.
— сочетание зелёного и синего цветов означает природные богатства Прикамья, его речные просторы и леса;
— сочетание синего и красного цвета означает принадлежность город Чёрмоза к Российской Федерации (цвета государственного флага Российской Федерации).
Белый цвет (серебро) символизирует чистоту помыслов, совершенство, мудрость, благородство, мир и взаимовыручку.
Жёлтый цвет (золото) — символ высшей ценности, величия, богатства, прочности, силы и великодушия.
Флаг города Чёрмоза символизирует мирные, человеколюбивые устремления жителей города Чёрмоза, их гостеприимство и милосердие.

## История
Первый флаг муниципального образования «Город Чёрмоз» (после муниципальной реформы 2006 года — муниципальное образование «Чёрмозское городское поселение») был утверждён 31 июля 2003 года решением Чёрмозской городской Думы № 170 «Об утверждении Положения о флаге муниципального образования „Город Чёрмоз“».
Данное решение было отменено 27 марта 2009 года решением Думы Чёрмозского городского поселения № 66, в связи с принятием решения Думы Чёрмозского городского поселения от 13 февраля 2009 года № 61 «Об утверждении положений о флаге и гербе муниципального образования „Чёрмозское городское поселение“».

### Флаг Чёрмоза в советское время
Флаг города Чёрмоза представлял собой прямоугольное полотнище из трёх равновеликих горизонтальных полос: верхней — зелёного, средней — красного и нижней — синего (лазуревого) цвета. Отношение длины флага к его ширине — 1,5 к 1.
В центре флага находится изображение шестиконечной звезды белого цвета. Звезда символизирует Полярную звезду и имеет шесть длинных лучей. Каждый из длинных лучей этой звезды символизирует одного из шести самых стойких членов чермозского общества „Вольность“ — Петра Поносова, Михаила Ромашова, Степана Десятова, Петра Мичурина, Андрея Михалёва, Фёдора Наугольных.
Звезда располагается на красной полосе, а её верхний и нижний лучи проникают до середины соответственно зелёной и синей (лазуревой) полос.
В центре звезды находятся серп и молот красного цвета — эмблема союза пролетариата и крестьянства. Большинство жителей города Чёрмоза во все времена были одновременно и рабочими и крестьянами, так как они не только работали на заводе, но и обрабатывали землю».